# Amblystegium excurrens
Amblystegium excurrens är en bladmossart som beskrevs av Jules Cardot och Brotherus 1923. Amblystegium excurrens ingår i släktet Amblystegium och familjen Amblystegiaceae. Inga underarter finns listade i Catalogue of Life.